# 章丘区
章丘区（しょうきゅう-く）は、中華人民共和国山東省済南市に位置する市轄区。

## 地理
山東省中西部、泰山の東北、黄河南岸に位置する。宋代の詞人李清照の故郷でもある。

## 歴史
古代は黄河文明が栄えた。1930年に同市の竜山鎮から黒陶が発掘され、これが青銅器文化の直前、新石器文化末期の遺跡であることがわかり、遺跡名にちなみ竜山文化と名づけられた。
556年、高唐県が女郎山（章丘山）に移され、596年（開皇16年）に章丘県と改称された。1945年に章歴県となる。1992年3月1日、章丘市が成立され、2016年9月26日に市轄区に改編され現在に至る。

## 行政区画
下部に17街道、1鎮を管轄する。
- 街道
  - 明水街道、双山街道、棗園街道、竜山街道、埠村街道、聖井街道、普集街道、繍恵街道、相公荘街道、文祖街道、官荘街道、高官寨街道、白雲湖街道、寧家埠街道、曹范街道、刁鎮街道、黄河街道
- 鎮
  - 垜荘鎮

## 特産品
- 章丘ネギ(zh)、明水香稲(zh)、竜山粟、黄家烤肉、秀水林檎、曹范薄皮クルミなど

## 名勝旧跡
- 城子崖遺跡
- 東平陵故城
- 百脈泉公園
- 斉長城遺址
- 古村朱家峪

## 交通
- 章丘駅が2005年に旅客専用線建設のため、営業休止していたが2009年7月11日に開業した。また、2019年10月11日から2020年6月30日までの間、改修工事を行い2020年7月1日より開業を再開した。
- 済南遥墻国際空港 - 歴城区との境界にある。